# From Scratch
From Scratch és una sèrie limitada dramàtica estatunidenca creada per Attica Locke i Tembi Locke per a Netflix, basada en les memòries homònimes de Tembi Locke. Attica Locke n'és la productora guionista, és protagonitzada per Zoe Saldaña i que consta de vuit episodis. From Scratch es va estrenar el 21 d'octubre de 2022 amb subtítols en català.

## Repartiment i personatges

### Principal
- Zoe Saldaña com a Amy
- Eugenio Mastrandrea com a Lino
- Danielle Deadwyler com a Zora
- Keith David com a Hershel
- Kellita Smith com a Lynn
- Judith Scott com a Maxine
- Lucia Sardo com a Filomena
- Paride Benassai com a Giacomo
- Roberta Rigano com a Biagia

### Secundari
- Terrell Carter com a Ken
- Medalion Rahimi com a Laila
- Jonathan Del Arco com a David
- Peter Mendoza com Andreas
- Lorenzo Pozzan com a Filippo
- Jonathan D. King com a Silvio
- Saad Siddiqui com el Dr. Atluri

### Convidat
- Giacomo Gianniotti com a Giancarlo
- Elizabeth Anweis com a Chloe Lim
- Kassandra Clementi com a Caroline
- Rodney Gardiner com a Preston

## Episodis
| Núm. | Títol                          | Direcció        | Adaptació                                | Data d'estrena original |
| ---- | ------------------------------ | --------------- | ---------------------------------------- | ----------------------- |
| 1    | «First Tastes»                 | Nzingha Stewart | Attica Locke i Tembi Locke               | 21 d'octubre de 2022    |
| 2    | «Carne e Ossa»                 | Nzingha Stewart | Amy Wang                                 | 21 d'octubre de 2022    |
| 3    | «A Villa. A Broom. A Cake.»    | Nzingha Stewart | Tembi Locke, Jason Coffey i J.J. Braider | 21 d'octubre de 2022    |
| 4    | «Bitter Almonds»               | Dennie Gordon   | Marguerite MacIntyre                     | 21 d'octubre de 2022    |
| 5    | «Bread and Brine»              | Dennie Gordon   | Joshua Allen                             | 21 d'octubre de 2022    |
| 6    | «Heirlooms»                    | Dennie Gordon   | Jason Coffey                             | 21 d'octubre de 2022    |
| 7    | «Between the Fire and the Pan» | Nzingha Stewart | Marguerite MacIntyre                     | 21 d'octubre de 2022    |
| 8    | «Aftertastes»                  | Nzingha Stewart | Attica Locke, Tembi Locke i Joshua Allen | 21 d'octubre de 2022    |

## Producció

### Desenvolupament
La sèrie es va anunciar el 7 de novembre de 2019. Zoe Saldaña és la protagonista i productora executiva de la sèrie. Està creada i produïda per Attica Locke i Tembi Locke. Reese Witherspoon, Lauren Neustadter, Richard Abate, Jermaine Johnson i Will Rowbotham també són productors executius. Nzingha Stewart, Guy Louthan, Emily Ferenbach, Cisely Saldaña i Saldaña la produeixen.

### Càsting
Juntament amb l'anunci de la sèrie, es va anunciar la participació de Zoe Saldaña. L'abril de 2021, Eugenio Mastrandrea, Danielle Deadwyler, Keith David, Kellita Smith, Judith Scott, Lucia Sardo, Paride Benassai i Roberta Rigano es van unir al repartiment. Un mes després, Terrell Carter, Medalion Rahimi, Jonathan Del Arco, Peter Mendoza, Lorenzo Pozzan i Jonathan D. King es van afegir en papers secundaris. Giacomo Gianniotti, Elizabeth Anweis, Kassandra Clementi i Rodney Gardiner es van establir com a estrelles convidades. El juliol de 2021, Saad Siddiqui es va unir al repartiment interpretant un personatge secundari.

### Rodatge
El rodatge va començar a Los Angeles el 5 d'abril de 2021 i es va traslladar a Florència al juliol. La producció va finalitzar el 7 d'agost de 2021.